# Paul Friedrich August Ascherson
Paul Friedrich August Ascherson (Berlim, 4 de junho de 1834 – Berlim, 6 de março de 1913) foi um botânico, historiador e etnógrafo alemão.

## Biografia
Era filho do médico Ferdinand Moritz Ascherson. A partir de 1850 iniciou seus estudos de medicina na Universidade de Berlim com os professores Robert Caspary (1818-1887) e Nathanael Pringsheim (1823-1894), porém foi se interessando cada vez mais pela botânica e, em 1855, obteve seu título de doutor com a dissertação de uma tese sobre fitogeografia com o título Flora der Provinz Bran-denburg.
De 1860 a 1876 trabalhou como assistente no Jardim Botânico de Berlim; em 1865 no herbário real e, em 1873, assume o cargo de professor extraordinário na Universidade de Berlim.
Em 1868, efetuou uma investigação botânica pela costa da Dalmácia e herboriza pelo interior de Montenegro (Sérvia e Montenegro). Nesta viagem escalou o monte Orjen, a mais alta montanha do maciço de Orgen (1894 metros), em Montenegro.
Entre 1873–74 acompanhou Gerhard Rohlfs numa expedição ao deserto da Líbia e, em 1876, com Georg August Schweinfurth (1836–1925) para o deserto do Egito, resultando na publicação da obra Illustrations de la flore d'Egypte (Cairo, 1887-1889). Realizou outras expedições para a África, publicando diversos trabalhos sobre a flora africana e de outras regiões.
Publicou, em 1894, com Paul Graebner (1871–1933), Synopsis der mitteleuropäischen Flora, que até a sua morte totalizaram sete volumes, e em 1898/99 publicou Flora des norddeutschen Flachlands.
Como botânico seu nome está associado as Aschersonia, um grupo dos "fungos imperfeitos" (deuteromicetos), e ao gênero de plantas Aschersoniodoxa (família das Brassicaceae).
Ascherson além de um grande botânico, foi também historiador, etnógrafo e um pesquisador no campo da lingüística. Foi considerado um contemporâneo pela sua obra lebendes Lexikon.
Na fitogeografia, o grande mérito de Aschersons encontra-se, além de outras coisas, no fato de contextualizar de maneira sistemática a flora de uma região no mundo das plantas de um território bem maior.
Pela sua vida científica recebeu da Universidade de Rostock o título de doutor honoris causa em filosofia.

## Obras
- Studiorum phytogeographicorum de Marchia Brandenburgensis specimen, Diss. Berlim 1855.
- Flora der Provinz Brandenburg, der Altmark und des Herzogthums Magdeburg, 1864.
- Ascherson, P. 1868: Der Berg Orjen an der Bucht von Kotor (Bocche di Cattaro ).- In: Zeit. Ges. Erdk., 3, 319-336, Berlim. (1868)
- Ascherson, P. 1869: Beitrag zur Flora Dalmatiens. *ster. Bot. Zeitschr. 19: 65-70. (1869)
- Synopsis der mitteleuropäischen Flora, 1894. (com Paul Graebner).